# Luxovius
Luxovius was in de Keltische mythologie een Keltische God, ook bekend onder de naam Lussoius: "hij van de warmte".
Luxovius is de godheid die vereerd werd te Luxeuil-les-Bains, Bourgondië, Frankrijk. 
Op een inscriptie die daar werd gevonden wordt hij genoemd als de echtgenoot van de Godin Bricta.
Luxovius is ook de god van de Luxovii-stam in Armorica.
De naam Luxovius is waarschijnlijk afgeleid van de Keltische wortel luko- (helder), die op zijn beurt is afgeleid van de Indo-Europese wortel leuk- (licht), tevens de wortel van de Latijnse wortel lux- (licht).
De naam Luxovius kan zowel betekenen "hij van het licht" als "hij van de warmte".
In het geval van Luxeuil kan het een verwijzing zijn naar de heilige warmwaterbronnen waar hij en Bricta nauw verbonden mee zijn.

Abnoba · 
Ancamna ·
Andarta ·
Andraste ·
Anu ·
Artio · 
Arduinna · 
Arvernorix · 
Aufaniae · 
Ategnissa · 
Aveta · 
Badb ·
Banba ·
Belenos ·
Belisama · 
Bormo · 
Branwen ·
Breg ·
Bres ·
Breogán ·
Brigantia · 
Bussurigios · 
Cailleach ·
Camulos ·
Caturix · 
Cernunnos ·
Cicollos · 
Cissonius · 
Cú Chulainn ·
Dagda ·
Danu ·
Domnu ·
Epona ·
Ériu ·
Esus ·
Fand ·
Fódla ·
Gontia · 
Grannus · 
Gwendolyn ·
Herecura · 
Icovellauna · 
Intarabis · 
Inciona ·
Iouga ·
Lí Ban ·
Litavis · 
Llŷr ·
Loucetius · 
Lugh ·
Lugos · 
Luxovius ·
Macha ·
Marrigu ·
Matres ·
Mogons · 
Mogontia · 
Morrigan ·
Nemain ·
Nemetona · 
Ogma ·
Ogmios · 
Poeninus · 
Ritona · 
Rhenus · 
Rosmerta · 
Seela ·
Sequana ·
Sídhe ·
Suleviae ·
Taranis · 
Toutiorix · 
Teutanus · 
Teutates ·
Tuatha Dé Danann ·
Vassocaletis · 
Vellaunus ·
Vosegus · 
Xulsigiae